# Konak (Izmir)
Konak ist eine Stadtgemeinde (Belediye) im gleichnamigen Ilçe (Landkreis) der Provinz Izmir in der türkischen Ägäisregion und gleichzeitig ein Stadtbezirk der 1984 gebildeten Büyükşehir belediyesi İzmir (Großstadtgemeinde/Metropolprovinz). Seit einer Gebietsreform ab 2013 ist die Gemeinde flächen- und einwohnermäßig identisch mit dem Landkreis.
Der Name Konak leitet sich vom Regierungsgebäude (Hükümet Konağı) ab, das dort zwischen 1868 und 1872 als Sitz des osmanischen Gouverneurs errichtet worden ist.
Die Gemeinde ist der Rest der früheren Gemeinde Izmir und erhielt nach der Verselbständigung der früheren Außenbezirke (1987 Bildung des Kreises Konak) und Neuorganisation sowie Zusammenfassung der Kernstadt und Außenbezirke als İzmir Büyükșehir Belediyesi seinen Namen.
Konak bildet mit 112 Ortsteilen das Zentrum der Stadt Izmir, des antiken Smyrna. Es liegt am Ostufer des Golf von Izmir (İzmir Körfezi) und grenzt im Westen an Balçova, im Süden an Karabağlar, im Südosten an Buca, im Osten an Bornova und im Norden an Bayraklı. In Konak befindet sich der Sitz des Provinzgouverneurs (Vali).
Zum Jahresende 2020 bestanden 112 Mahalle (Stadtviertel, Ortsteile), die im Durchschnitt von 3.077 Menschen bewohnt wurden.
- Atilla Mah. (19.745)
- Güzelyalı Mah. (18.360)
- Göztepe Mah. (16.603)
- Zafertepe Mah. (11.779)
- Murat Reis Mah. (11.543)
- Çankaya Mah. (10.144)

waren die bevölkerungsstärksten davon.

## Sehenswürdigkeiten
Im Westen an der Küste liegt der Ortsteil Alsancak mit der Kordon genannten Strandpromenade, der Atatürk Caddesi. Im Süden des Bezirks, der in etwa mit dem antiken Kern von Smyrna übereinstimmt, liegt der ehemalige Akropolishügel Pagos mit der Festung Kadifekale. Etwa einen Kilometer nordwestlich davon sind die Reste der Agora des antiken Smyrna zu sehen. Im westlichen Ortsteil Karataş befindet sich der historische 1907 gebaute Aufzug Asansör, der den Küstenstreifen mit dem darüberliegenden Hügel verbindet. Auf dem zentralen Konak-Platz steht auch das Wahrzeichen der Stadt, der Uhrturm (Saat Kulesi). Dieser Turm wurde 1901 gebaut und das Uhrwerk war ein Geschenk des damaligen deutschen Kaisers Wilhelm II.

## Fotografische Eindrücke aus Konak

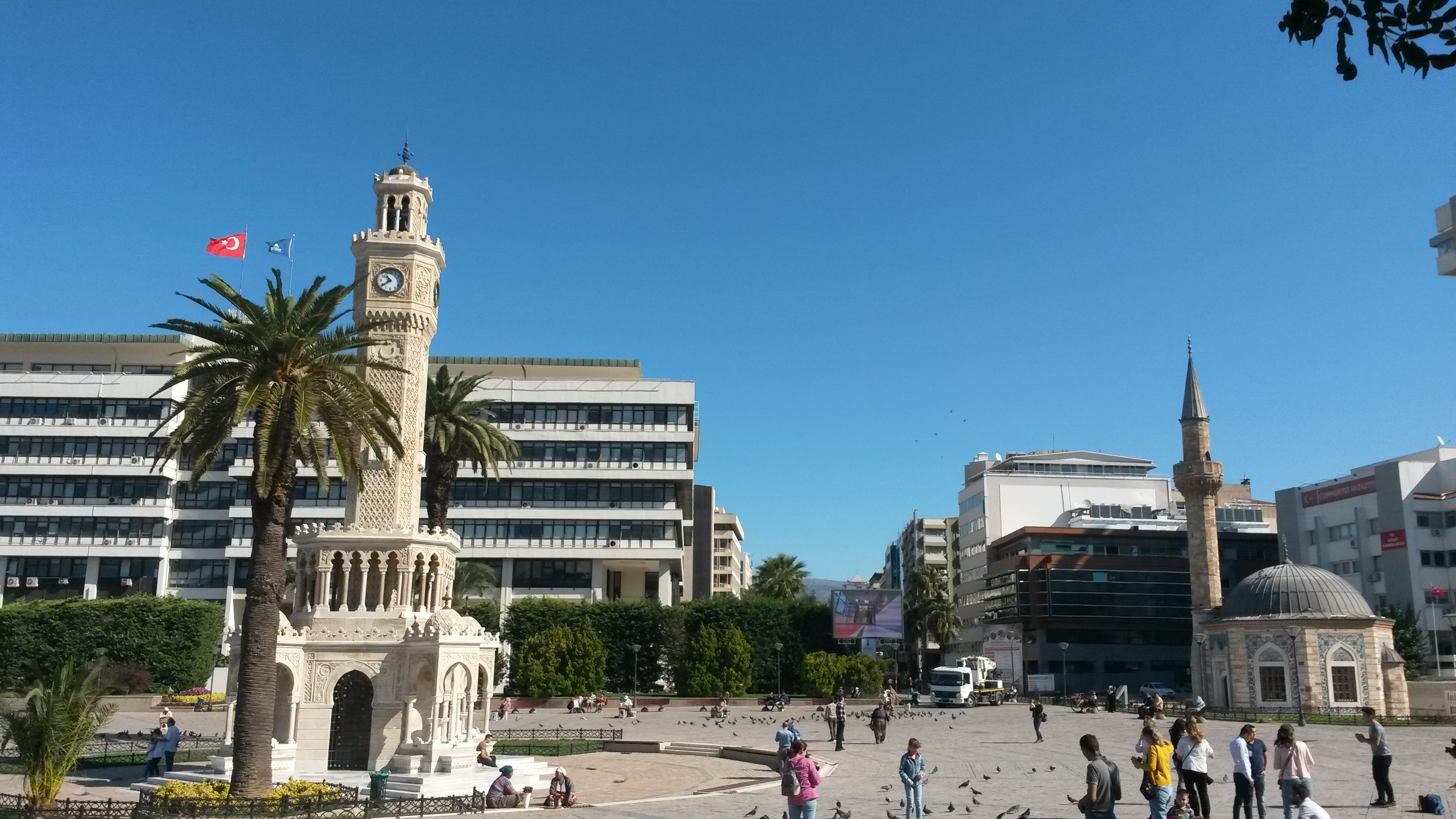
Konak-Platz
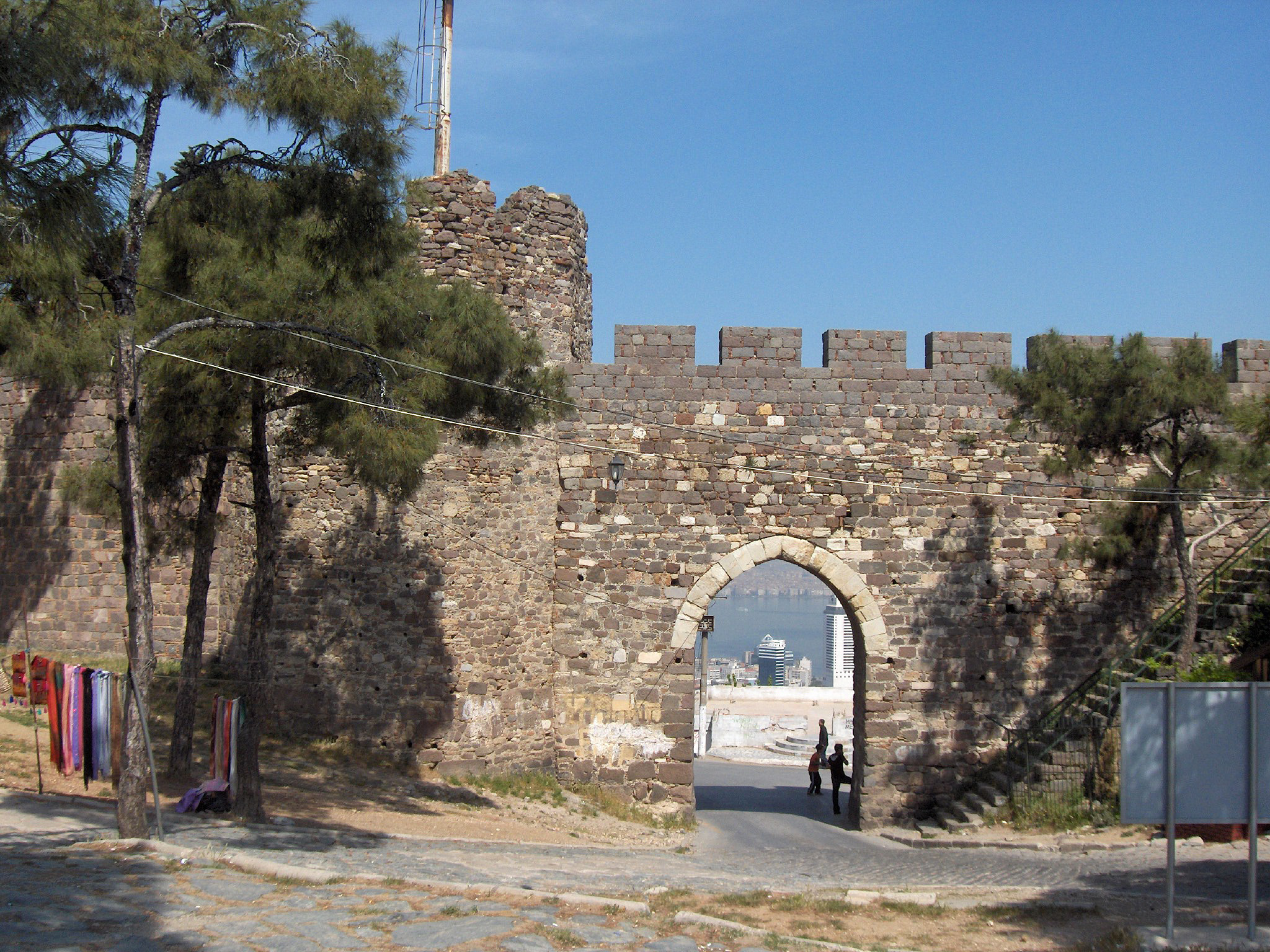
Eingang zur Burg Kadifekale
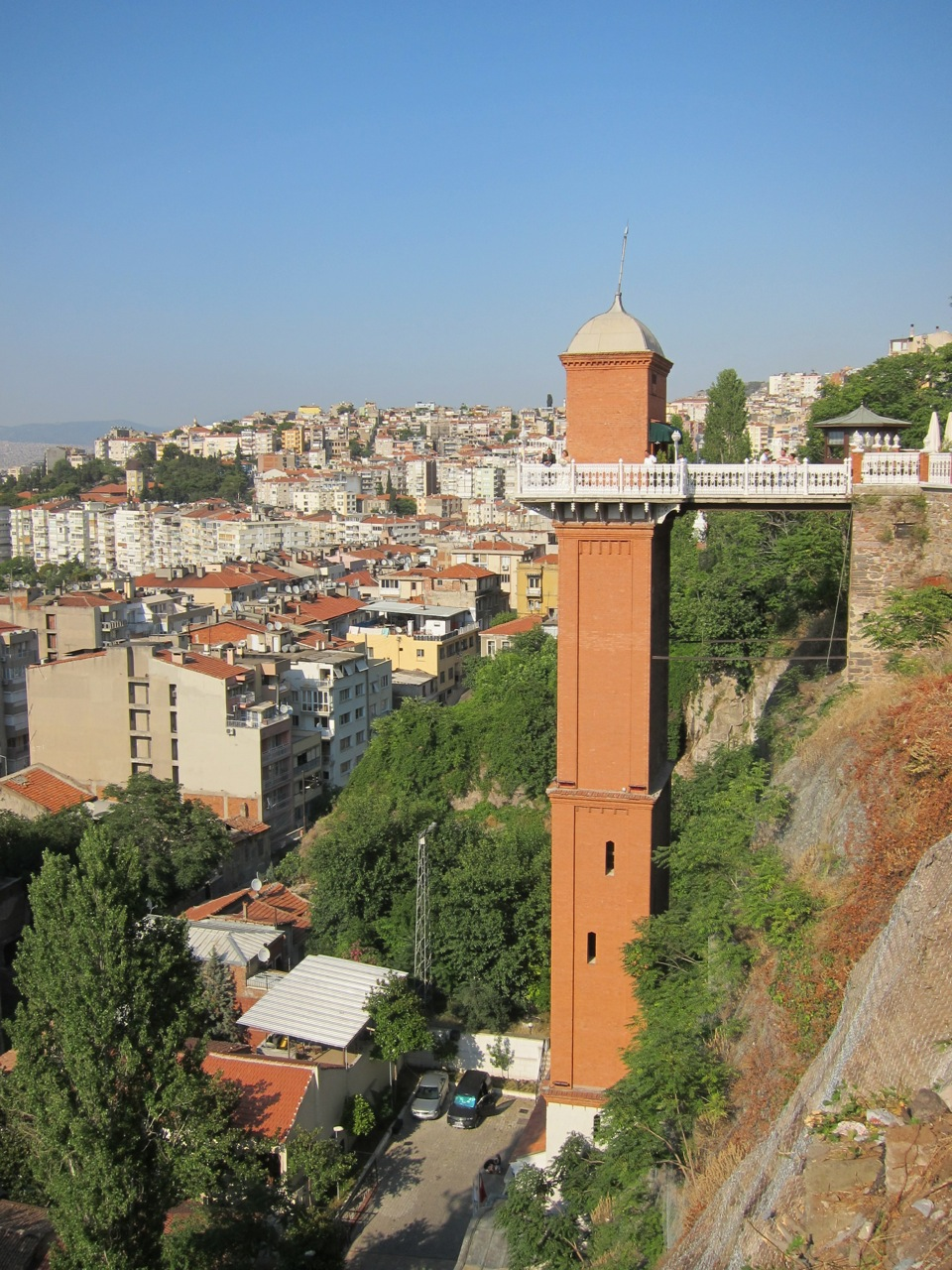
Asansör
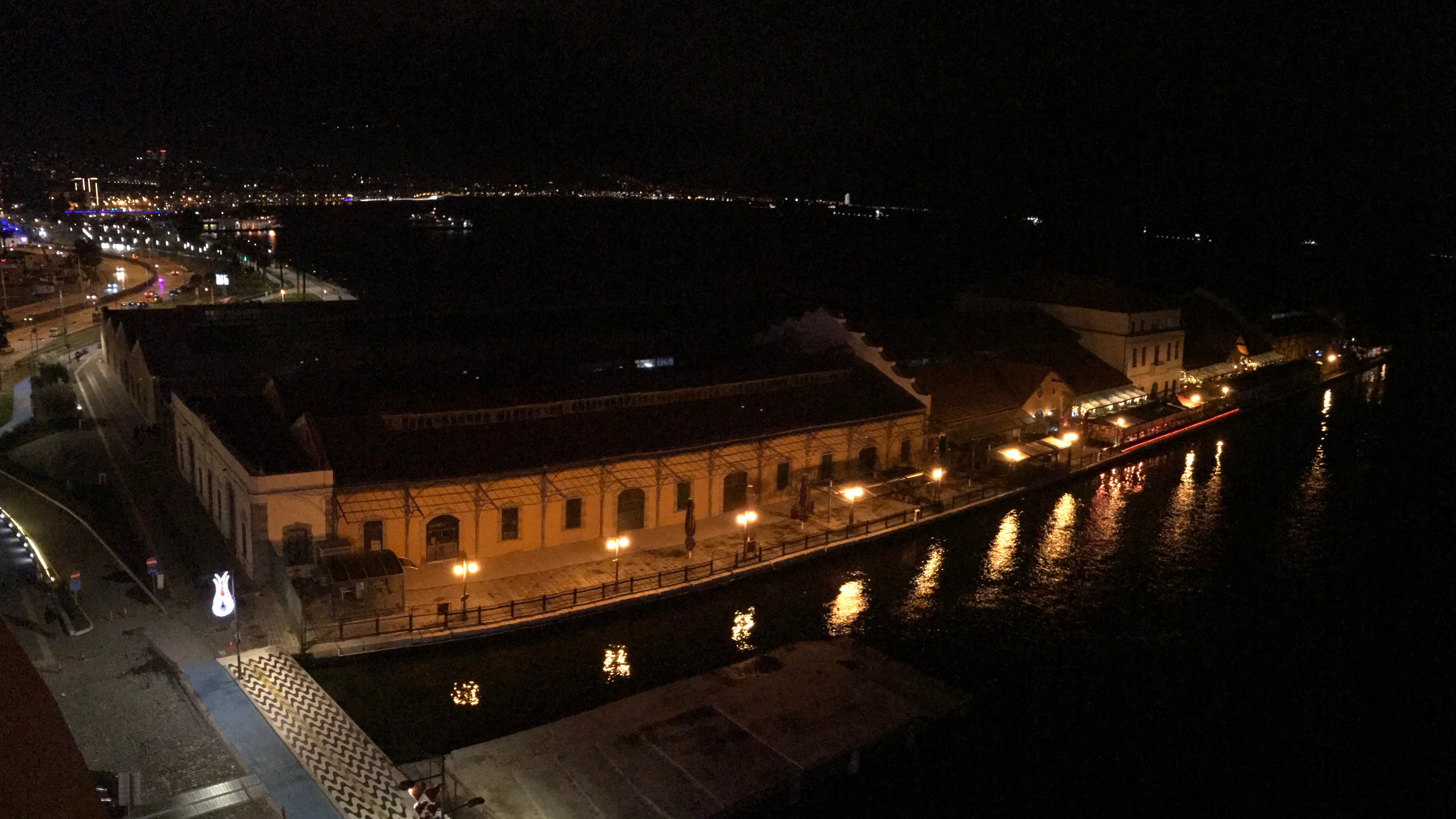
Pier
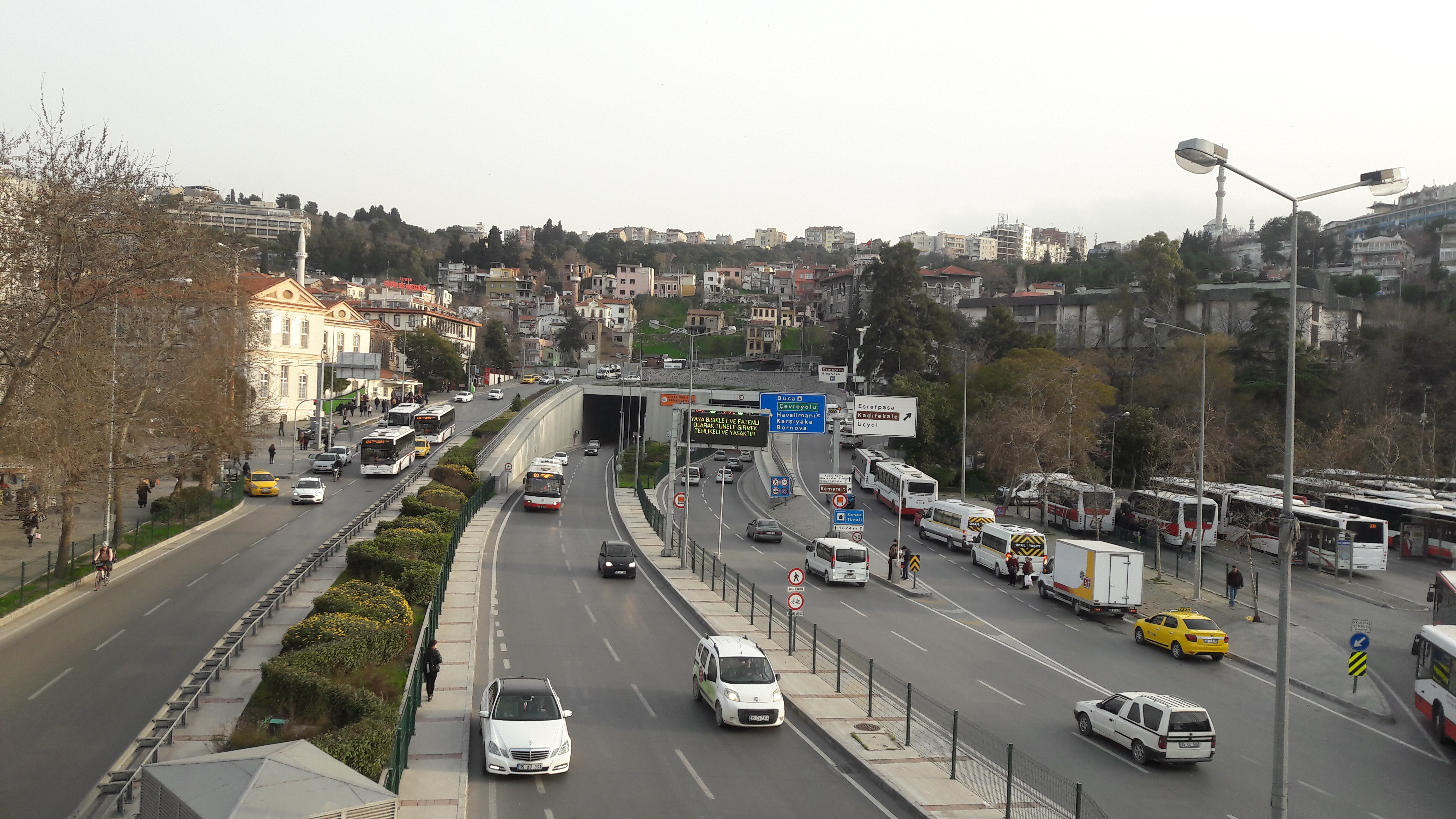
Verkehr mit Tunnel

## Persönlichkeiten
- Ferhat Arıcan (* 1993), Turner
- Haluk Bilginer (* 1954), Schauspieler
- Meltem Cumbul (* 1969), Schauspielerin
- Yiğit Gökoğlan (* 1989), Fußballspieler
- Batuhan İşçiler (* 1995), Fußballspieler
- Ömer Kandemir (* 1993), Fußballspieler
- Mehmet Sak (* 1990), Fußballspieler
- Ahmed Adnan Saygun (1907–1991), Komponist
- Rıdvan Şimşek (* 1991), Fußballspieler
- Yıldız Tilbe (* 1966), Sängerin
- Okay Yokuşlu (* 1994), Fußballspieler
- Yaşam Göksu (* 1995), Fußballspielerin
- Cenk Özkacar (* 2000), Fußballspieler